# SB 32d1
Die Dampflokomotivreihe SB 32d{\displaystyle {}^{1}} war eine Tenderlokomotivreihe der österreichischen Südbahn (SB).
Zwei kleine Tenderlokomotiven wurden von der Südbahn für die Lokalbahn Bozen–Kaltern auf deren Rechnung 1898 von Krauss in Linz beschafft.
Sie waren etwas schwächer als die SB 32d dimensioniert.
1912 wurden sie von der SB gekauft.
Zur BBÖ kam 1923 bei der Verstaatlichung der in Österreich gelegenen Strecken der Südbahn ein Stück, die 1851, die als 594.01 bezeichnet wurde.
1925 wurde sie an die Graz-Köflacher Bahn (GKB) verkauft, die auch schon die zweite Maschine direkt von der Südbahn erhalten hatte.
Die 1851 stand dort bis 1976 im Dienst.
Die 1852 wurde 1968 an das Gussstahlwerk in Judenburg verkauft, aber schon 1969 abgestellt.